# Australian Signals Directorate
Pour les articles homonymes, voir ASD et DSD.
L'Australian Signals Directorate (ASD) ou Defence Signals Directorate (DSD) est un service de renseignement de l'Australie. Il est responsable du renseignement et de la sécurité électronique des transmissions de la défense, des affaires étrangères et du gouvernement australien et dépend du ministère de la Défense de cette nation.
Membre de l'alliance UKUSA, ce service est l'un des services contributeurs du réseau Echelon.

## Histoire
En 1941, durant la Seconde Guerre mondiale, l'Australie crée le Special Intelligence Bureau (SIB) qui est chargé des renseignements électroniques puis plusieurs services de cryptographie sont fondés pour l'épauler, dont le Central Bureau.
En 1947, ces différents services ont été fusionnés dans le Defence Signals Bureau (DSB). Il est renommé Defence Signals Branch en 1949, puis Defence Signals Division (DSD) en 1964. En octobre 1977, le gouvernement australien révèle officiellement son existence et le transforme en Defence Signals Directorate (DSD). En avril 2013 il est renommé Australian Signals Directorate (ASD) pour mieux refléter son rôle critique en soutien de la sécurité nationale australienne.

## Services de renseignements partenaires dans le cadre du traité UKUSA
L'ASD maintient des relations étroites, depuis la fin de la Seconde Guerre mondiale, avec ses homologues étrangers, plus particulièrement avec ses partenaires du réseau Echelon :
- la NSA américaine ;
- le GCHQ britannique ;
- le CSTC canadien ;
- le GCSB néo-zélandais.